# Pterolophia fractilinea
Pterolophia fractilinea là một loài bọ cánh cứng trong họ Cerambycidae.